# Abyssocottidae
Abyssocottidae – niewielka rodzina ryb należąca do rzędu skorpenokształtnych występująca prawie wyłącznie w jeziorze Bajkał. Większość gatunków występuje na głębokościach większych niż 170 metrów.

## Klasyfikacja
Rodzaje zaliczane do tej rodziny:
Abyssocottus — Asprocottus — Cottinella — Cyphocottus — Limnocottus — Neocottus — Procottus